# Schlacht auf der Doggerbank (1781)
Das Schlacht auf der Doggerbank (englisch: Battle of Dogger Bank, niederländisch: Slag bij de Doggersbank,) war eine Schlacht zwischen britischen und niederländischen Einheiten am 5. August 1781 auf der Nordsee, während des Vierten Englisch-Niederländischen Seekrieges. Er hatte wiederum auch eine Ursache im Amerikanischen Unabhängigkeitskrieg, als die Niederlande den Unabhängigkeitskampf der englischen Kolonien in Nordamerika durch rege Handelsbeziehungen stützten.

## Seeschlacht
Die Seeschlacht war ein blutiges Aufeinandertreffen zwischen einem britischen Geschwader unter Vizeadmiral Sir Hyde Parker und einem niederländischen Geschwader unter Vizeadmiral Johan Zoutman. Beide Geschwader begleiteten Konvois. Die niederländische Flotte eskortierte auf dem Weg in die Ostsee befindliche Handelsschiffe und wurde von den Briten angegriffen. Sie waren ihrerseits daran interessiert, den eigenen Nordseehandel zu schützen, und betrieben daher eine Politik der bewaffneten Neutralität.
Es entwickelte sich eine aussichtslose Schlacht, in der keiner der Kombattanten irgendeinen Vorteil gewann, auch nachdem beide Seiten abzogen. Die Niederländer führten ihren Konvoi nach Hause zurück.

## Flotten

### Großbritannien

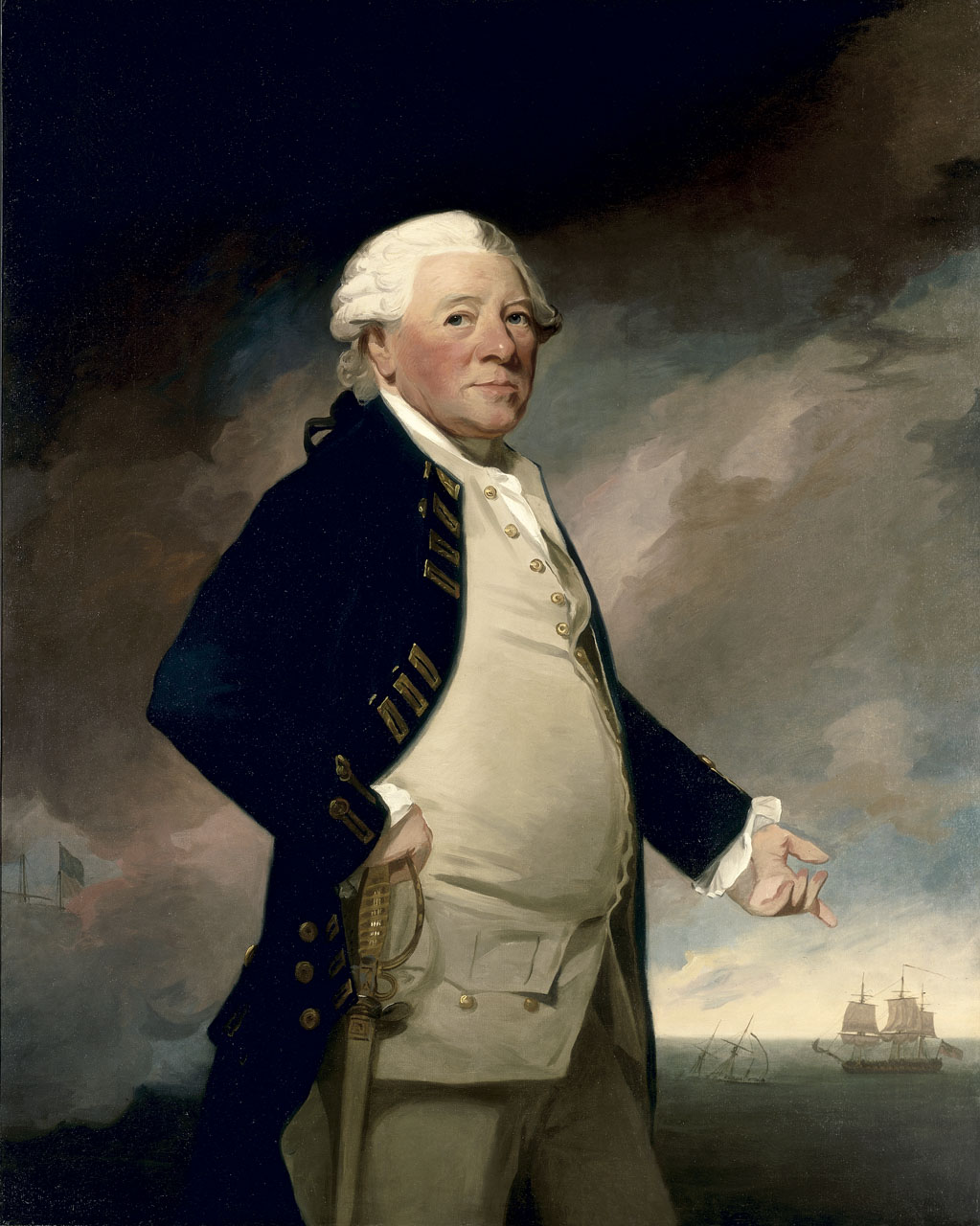
Admiral Hyde Parker

| Schiff          | Kanonen | Kommandant                       | Anmerkungen                             |
| --------------- | ------- | -------------------------------- | --------------------------------------- |
| Berwick         | 74      | John Ferguson                    |                                         |
| Dolphin         | 44      | William Blair                    |                                         |
| Buffalo         | 60      | William Truscott                 |                                         |
| Fortitude       | 74      | Richard Bickerton                | Flaggschiff von Vizeadmiral Hyde Parker |
| Princess Amelia | 80      | John Macartney                   |                                         |
| Preston         | 50      | Alexander Graeme, James Saumarez |                                         |
| Bienfaisant     | 64      | Richard Brathwaite               |                                         |

### Niederlande

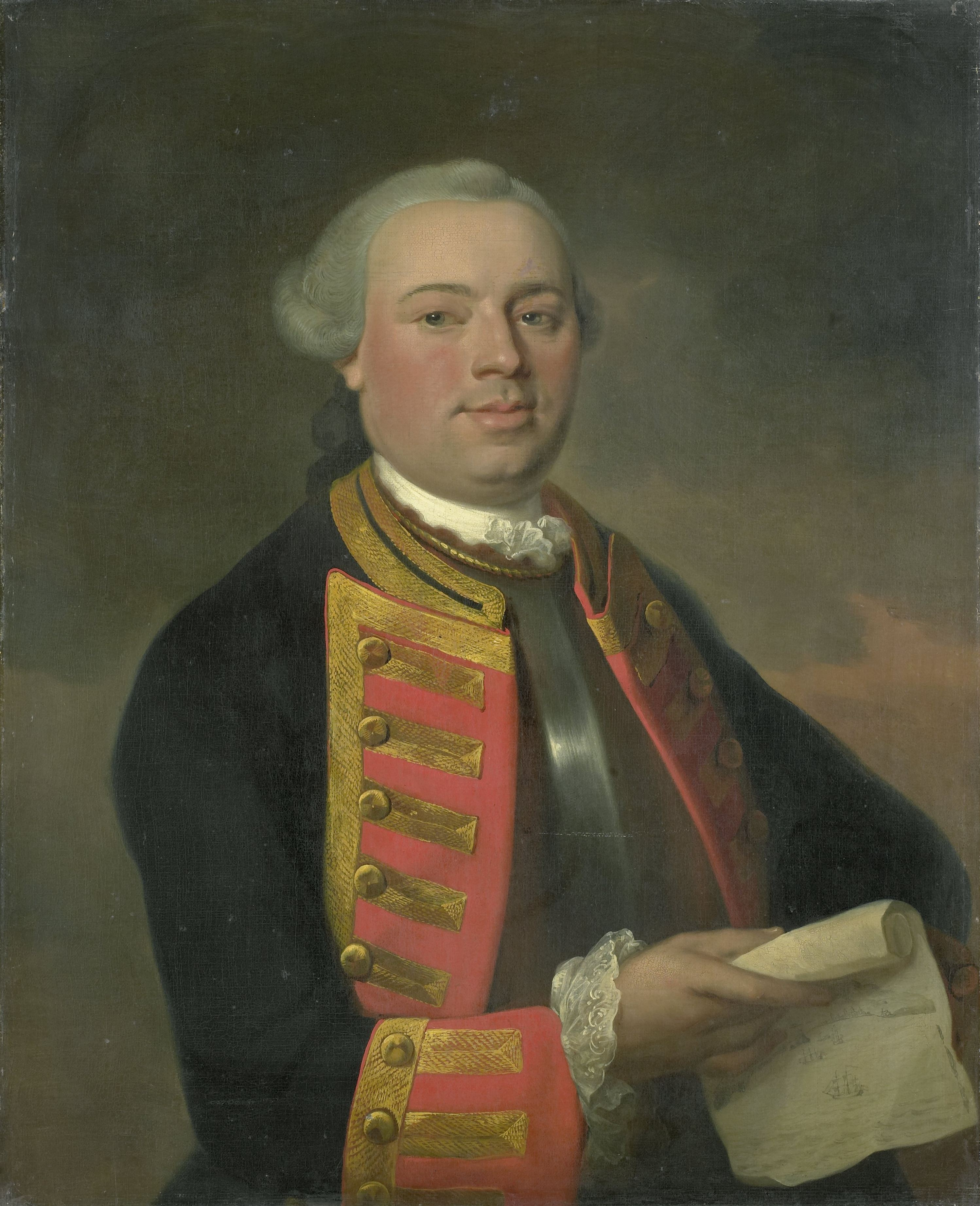
Admiral Johan Zoutman

| Schiff             | Kanonen | Kommandant                 | Anmerkungen                               |
| ------------------ | ------- | -------------------------- | ----------------------------------------- |
| Erfprins           | 56      | Braak                      |                                           |
| Admiraal Generaal  | 74      | Jan Hendrik van Kinsbergen |                                           |
| Argo               | 40      | Staring                    |                                           |
| Batavier           | 50      | Bentinck                   |                                           |
| Admiraal de Ruyter | 68      | Johan Zoutman              | Flaggschiff von Vizeadmiral Johan Zoutman |
| Piet Hein          | 56      | van Braam                  |                                           |
| Holland            | 64      | Dedel                      |                                           |

## Folgen
Die Niederländer feierten die Schlacht als einen Sieg. Ihre Kriegsflotte blieb aber während der restlichen Kriegsdauer in ihren Häfen. Dies führte dazu, dass die Schlacht auf der Doggerbank als letzte Seeschlacht der Republik der Sieben Vereinigten Niederlande in die Annalen einging. Der niederländische Seehandel wurde fortan auf allen Meeren von britischen Kriegsschiffen gestört und war auf manchen Schifffahrtsrouten zeitweise kaum noch möglich. 
Sir Hyde Parker haderte damit, dass er nicht richtig für seine Aufgabe ausgerüstet worden war, und überlegte, das Kommando niederzulegen. Johann Zoutman und seine Offiziere erhielten in den Niederlanden hingegen Ehrungen, so durch die neu geschaffene „Doggersbankmedaille“, den niederen Rängen floss ein Geldbetrag zu. 
Die Schlacht selbst war – in größerem Zusammenhang betrachtet – eine Episode und hatte auf den Fortgang des Krieges zwischen beiden Seenationen keine Auswirkungen.